# Anthony D. Smith
Anthony D. Smith, född 23 september 1939, död i juli 2016, var en brittisk historiskt inriktad sociolog och statsvetare, professor i nationalism och etnicitet vid London School of Economics. Smith är mest känd för att ha lagt grunden till den etno-symbolistiska skolan inom nationalistforskningen, vilken ibland ses som en gren till den primordialistiska identitets- och nationalitetsteorin. Smith var elev till Ernest Gellner som är en av de främsta företrädarna för den modernistiska identitets- och nationalitetsteorin. 

## Nationalismforskning
Smith fick sitt internationella genombrott 1986 genom The Ethnic Origins of Nations där han definierar sin idé om ethnie. Som titeln förtäljer tillhör Smith den skola som anser att etniciteten är den grundläggande faktorn bakom det moderna nationsbyggandet. Smith brukar allmänt anges som förgrundsfiguren i denna teoretiska ansats. The Ethnic Origins of Nations tillägnas också minnet av Hugh Seton-Watson. Som forskare inom fältet är Smith väl införstådd med såväl Ernest Gellners och Benedict Andersons modernistiska perspektiv. Smith erkänner också inledningsvis att dessa sociologiskt och ekonomiskt grundade ansatser förvisso rymmer många sanningar beträffande hur nationerna, i modern tid, tillkommit och utvecklats. Men nationen som fenomen låter sig inte med Smiths analys fångas i en tolkningsmodell som "endast" omfattar ett tvåhundraårigt perspektiv. Nationernas kulturella grundförutsättningar sträcker sig i själva verket långt tillbaka i forntiden. 
Nationalismen som ideologi och kulturellt paradigm, är förvisso ett helt igenom modernt fenomen. Dock inkorporerar den moderna nationalismen en mängd "kulturella spår" från det förgångna. Folken, eller ethnie, är visserligen förändrade i de moderna samhällsstrukturerna, men de bär på historiskt ackumulerade myter och traditioner som är primordialt villkorade. Att tänka nationellt är med andra ord ingen medfödd egenskap - den egenskapen ingår i det moderna nationsparadigmet. Men om nationen över huvud taget skall kunna realiseras och överleva, från den inledande nationalismen, måste den stödja sig på "organiskt" etablerade kulturfaktorer. Exempel på sådana faktorer framträder enligt Smith i våra kollektiva mytbilder om det förgångna - myter om vilka våra förfäder var, hur de erövrade "hemlandet" från naturen eller "främmande folk" och hur deras kultur avgränsade sig i förhållande till andra folk osv. "Etniska koder" med historisk anknytning måste således inkorporeras i nationsbygget. En "etnisk myt" som kan omvandlas till en nationell myt är således, enligt Smith, en nödvändighet, om än inte en tillräcklig, förutsättning för uppkomsten av nationalism. För att bekräfta sitt resonemang inleder Smith sin historiska exposé i sumerernas och egyptiernas forntid och arbetar sig sedan framåt till modern tid. Under hela denna historiska process menar Smith att etniciteten och de offentliga myterna kring folk och riksbildningar spelat en ovedersäglig roll som homogeniseringsfaktorer. Men det var först i och med det moderna industrisamhällets framväxt som de olika statskulturerna tvingades att politisera sina kulturer till nationaliteter. I detta senare skede hade förvisso de intellektuella en avgörande roll som skapare och förmedlare av den nationalistiska ideologin. Smith menar att den intellektuella eliten ("det nya prästerskapet") på sitt sätt "uppfann" och definierade nationens etnicitet. Och det är först i och med medvetandegörandet om det etniska och dess geografiska utbredning, samt dess historiska sammanhang, som kraven på territoriell "frigörelse" över huvud taget kunde komma till stånd.
Anthony D. Smith och Ernest Gellner drabbade samman i polemiserande dueller, men också i rent fysiska debatter, där "The Warwick Debate" är en av de mest beryktade. Smith kommer precis som Ernest Gellner fram till slutsatsen att kungadömens och dynastiers territoriella anspråk i historien såtillvida egentligen inte har särskilt mycket gemensamt med dessa moderna processer. Men till skillnad mot Gellners betoning av teknikens och ekonomins krav, väljer Smith att placera de folkliga kulturerna, etniciteterna, som urkunden till den moderna nationalismen. 
För anhängarna av den etniska ansatsen inom forskningen får alltså den moderna formen av historiskt grundade nationsbildningar rollen av stävjande faktor mot imperialistiska tendenser. Kontentan av detta är att Nazitysklands och stalinkommunismens storskaliga och globala expansionslusta inte alls var villkorad av missriktad nationalism, utan snarast var ett slags socialdarwinistiskt präglad imperielystnad - med nationalismen som ideologiskt vapen och förevändning.

### Primordialism
Den grundläggande ståndpunkten som primordialisterna förespråkar är att identiteten, som skapar folket (ethnie), kommer från naturen. Primordialisterna menar, i motsats till konstruktivisterna, att denna naturliga tilldragelse inte går att skapa. 
Smith tar avstånd från den rena primordialismen, eftersom den bevisligen är felaktig, myten om ursprunget inte är det samma som det faktiska biologiska ursprunget. Smith menar däremot att myten om ursprunget är intressant för att se en ethnies utveckling till en nation. 
För att sammanfatta denna tanke så ställer Smith upp en lista med sex punkter där han visar vad som krävs för att skapa ett ethnie. Dessa är:
1. Ett kollektivt namn,
2. En gemensam myt,
3. En gemensam historia,
4. En gemensam kultur,
5. Att ha förmågan att "känna" för ett visst geografiskt område,
6. Att känna solidaritet med de andra i gruppen.[7]

Smith är också känd för att lägga stor tyngd i etno-symbolismen där han menar att vardagliga symboler som till exempel flagga, valuta, nationalsång etc. har stor betydelse för att skapa en nationell identitet. Här återkommer han också till att en gemensam myt och en gemensam historia kan användas som symboler där myten eller historien om stora fältslag, idrottssegrar eller en gyllene tidsålder kan användas för att förena människor.
Smith tar också i sin teori upp en distinktionsskillnad mellan territoriella och etniska nationer. De territoriella staterna är Smiths tanke om hur modernistiska nationer är uppbyggda. Här ligger fokus på en skapad identitet där praktiska saker som pass, födelsebevis, politiskt framtvingade värderingar och abstrakta kulturyttringar blir huvudföremål för identiteten.  
Motsatsen menar Smith är de etniska nationerna som grundar sin identitet i kulturen där språk, religion, historia och en genuin solidaritet utgör en identitet. Exempel som Smith tar upp på typiska etniska nationer är bl.a. Baskien och Katalonien som båda tillhör Spanien men som trots detta har kvar sin "egen" identitet. Katalanerna tillhör officiellt Spanien men accepterar detta som en ytlig, territoriell, identitet.

## Kritik mot Smith
Kritiken mot Smith kommer från två håll, först från konstruktivister (till exempel Benedict Anderson och Eric Hobsbawm) som menar att Smith betraktar nationen som en verklig företeelse. Mot detta svarar Smith att han inte driver tanken på en evig idé om nationen, men också att konstruktivismen tillmäter samhällets eliter för stor plats och att konstruktivismen inte ger ett tillfredsställande svar på varför nationen skapar så stora känslor. Den andra kritiken kommer från perennialism (till exempel Adrian Hastings) som menar att etno-symbolismen sätter skapandet av nationer sent i historien. Smith svarar på detta att man kan, som Hastings menar, visserligen se nationer redan i Alfred den stores England, men att nationalism som massrörelse är en modern företeelse.

## Fotnoter
1. ↑  Library of Congress Authorities, USA:s kongressbibliotek, läst: 19 september 2019.[källa från Wikidata]
2. 1 2 3  abART, abART person-ID: 153457, läst: 1 april 2021.[källa från Wikidata]
3. ↑  Library of Congress Authorities, USA:s kongressbibliotek, läst: 25 augusti 2019.[källa från Wikidata]
4. ↑  Tjeckiska nationalbibliotekets databas, NKC-ID: jn19990008034, läst: 17 november 2024.[källa från Wikidata]
5. ↑  Professor Anthony Smith
6. ↑  Nationens röst, 2001
7. ↑  Anthony D. Smith, The ethnic origins of nations, 1986
8. ↑  Anthony D. Smith, Nationalism and Modernism, 1998
9. ↑  "Nationalstatens överraskande uthållighet"
10. ↑  Smith 2000